# تپه موقورتپه
تپه موقور تپه مربوط به هزاره اول قبل از میلاد است و در استان قزوین، شهرستان البرز، بخش مرکزی، روستای پیر یوسفیان واقع شده و این اثر در تاریخ ۲۵ اسفند ۱۳۸۰ با شمارهٔ ثبت ۵۴۵۹ به‌عنوان یکی از آثار ملی ایران به ثبت رسیده است.